# Cantura jucundus
Cantura jucundus är en insektsart som beskrevs av Philip Reese Uhler 1889. Cantura jucundus ingår i släktet Cantura och familjen dvärgstritar. Inga underarter finns listade i Catalogue of Life.